# Bevčar
Bevčar je priimek več znanih Slovencev:
- Marija Bevčar Bernik (1929—2016), zdravnica in znanstvenica
- Nadja Bevčar (*1968), slikarka in grafična oblikovalka
- Silvan Bevčar (*1957), slikar, grafik in ilustrator